# Kim Ga-young
Kim Ga-young (* 13. Januar 1983 in Seoul) ist eine südkoreanische Poolbillardspielerin. Sie wurde zweimal Weltmeisterin in der Disziplin 9-Ball (2004, 2006) und 2012 10-Ball-Weltmeisterin.

## Karriere

### Einzel
Kim Ga-young begann im Alter von zwölf Jahren mit dem Billardspielen. Dazu gebracht hatte sie ihr Vater, der Betreiber eines Billardlokals ist. Sie spielte zunächst Karambolage und wechselte nach etwa drei Jahren zum Poolbillard. Ihren ersten größeren Erfolg bei einem internationalen Turnier erzielte sie 2001, als sie bei den Amway World Open den vierten Platz erreichte. Im August 2001 nahm sie an den World Games teil, bei denen erstmals Billard Teil des Programms war, und schied beim 9-Ball-Wettbewerb im Achtelfinale gegen die spätere Goldmedaillengewinnerin Jeanette Lee aus. 2002 nahm sie erstmals an Profiturnieren in den USA teil und erreichte bei den BCA Open den neunten Platz. 2003 gewann sie die Virginia State 9-Ball Championship und zog bei den US Open ins Finale ein, in dem sie jedoch Karen Corr unterlag. 2004 wurde Kim Profi. Im Oktober 2004 gelang ihr bei den US Open ihr erster Turniersieg auf der WPBA-Tour. Im selben Jahr wurde sie durch einen Finalsieg gegen Liu Shin-mei 9-Ball-Weltmeisterin. 2005 wurde sie Zweite bei den Amway World Open und Fünfte bei den US Open. Im November 2005 gewann sie das International Tournament of Champions und die National 9-Ball Championship der WPBA. Im März 2006 gewann sie als Titelverteidigerin, erneut im Finale gegen Liu Shin-mei, die 9-Ball-WM. Bei der National 9-Ball Championship 2006 verlor sie im Finale gegen Allison Fisher. Im Dezember 2006 gewann sie bei den Asienspielen die Silbermedaille im 8-Ball, nachdem sie im Finale gegen Lin Yuan-chun verloren hatte.
2007 gelang Kim beim Carolina Classic durch einen 7:6-Finalsieg gegen die Chinesin Pan Xiaoting der zweite Turniersieg auf der WPBA-Tour. Im selben Jahr wurde sie zudem Zweite beim Florida Classic und Dritte bei der National 9-Ball Championship. Bei der 9-Ball-WM 2007 schied sie im Viertelfinale aus. Ein Jahr später zog sie ins Finale ein und unterlag dort der Taiwanerin Lin Yuan-chun. Darüber belegte sie 2008 den dritten Platz beim San Diego Classic und den zweiten Platz bei den BCA Open. Im Juli 2009 schied sie bei ihrer zweiten Teilnahme an den World Games erneut in der ersten Runde aus, sie unterlag der Norwegerin Line Kjørsvik mit 6:9. Bei der 2009 erstmals ausgetragenen 10-Ball-Weltmeisterschaft schied sie im Achtelfinale aus, die 9-Ball-WM endete für sie nach der Runde der letzten 32. Auf der WPBA-Tour gewann sie 2009 zwei Turniere: Die US Open, bei denen sie nach 2004 zum zweiten Mal Siegerin war, und das Colorado Classic.
Im März 2010 unterlag Kim im Finale der Amway WPA World Open ihrer Landsfrau Cha Yu-ram. Zwei Monate später nahm sie erstmals am World Pool Masters teil und schied dort in der Vorrunde aus. Bei den US Open 2010 gelang ihr durch einen 9:8-Finalsieg gegen Karen Corr die Titelverteidigung. Wenige Tage später erreichte sie bei der 9-Ball-WM das Viertelfinale. Im Oktober gewann sie zum zweiten Mal das International Tournament of Champions. Bei der 10-Ball-Weltmeisterschaft 2010 zog sie ins Finale ein, in dem sie sich jedoch der Österreicherin Jasmin Ouschan geschlagen geben musste. Bei den Asienspielen 2010 gewann sie die Silbermedaille im 8-Ball-Einzel, nachdem sie im Finale gegen Liu Shasha verloren hatte.
Im Januar 2011 wurde sie Fünfte beim WPBA Masters. Im März gewann sie durch einen 10:8-Finalsieg gegen Chen Siming den Amway Cup. Im Endspiel der US Open verlor sie hingegen mit 4:7 gegen die Engländerin Allison Fisher. Nachdem sie bei der 9-Ball-WM 2011 im Achtelfinale ausgeschieden war, erreichte sie bei der 10-Ball-WM das Halbfinale. Im November 2011 gewann Kim die WPBA Tour Championship.
Beim WPBA Masters 2012 erreichte sie den dritten Platz. Beim Amway Cup 2012 schied sie als Titelverteidigerin im Viertelfinale gegen Jasmin Ouschan aus. Bei der 9-Ball-WM 2012 unterlag sie der späteren Weltmeister Kelly Fisher nur knapp (8:9) in der Runde der letzten 32. Im August 2012 wurde sie durch einen 10:5-Finalsieg gegen Chen Siming 10-Ball-Weltmeisterin. Einen Monat später gewann sie zum dritten Mal das International Tournament of Champions.
2013 gewann Kim das WPBA Masters und die Ultimate 10-Ball Championship. Bei den Asian Indoor & Martial Arts Games 2013 gewann sie die Bronzemedaille. Bei den World Games 2013 erreichte sie das Finale des 9-Ball-Wettbewerbs und unterlag der Taiwanerin Chou Chieh-yu nur knapp mit 8:9. Bei der 9-Ball-WM schied sie im Achtelfinale aus. Beim World Pool Masters 2013 verlor sie ihr Auftaktspiel mit 2:8 gegen den Kanadier Alex Pagulayan. Im November 2013 schied sie bei der 10-Ball-WM im Achtelfinale mit 4:8 gegen Yu Han aus.
Anfang 2014 gewann Kim zum zweiten Mal in Folge das WPBA Masters. Im Juni desselben Jahres erreichte sie das Finale der China Open und unterlag der Chinesin Yu Han mit 5:9. Bei der 9-Ball-WM 2014 schied sie im Halbfinale mit 7:9 gegen die spätere Weltmeisterin Liu Shasha aus, nachdem sie im Viertelfinale Titelverteidigerin Yu Han mit 9:8 besiegt hatte. Im Dezember 2014 gewann sie die International Pool Championship. Im Februar 2015 verlor Kim das Finale des WPBA Masters gegen Jasmin Ouschan. Im Juli 2015 gewann sie durch einen 9:6-Sieg gegen Fu Xiaofang die China Open. Wenige Wochen später gewann sie zum vierten Mal das International Tournament of Champions. Bei der 9-Ball-Weltmeisterschaft 2015 unterlag sie im Achtelfinale der Chinesin Gao Meng. Im November 2015 gewann sie durch einen 9:2-Finalsieg gegen Chihiro Kawahara die All Japan Championship.
Zu Beginn des Jahres 2016 erreichte Kim beim WPBA Masters den fünften Platz. Im März gewann sie die erstmals ausgetragenen WPBA Rivers US Open. Sie besiegte im Finale die Amerikanerin Monica Webb mit 2:0 (nach Sätzen). Wenige Tage später erreichte sie bei der Chinese 8-Ball World Championship das Viertelfinale. Bei den China Open 2016 schied Kim im Viertelfinale gegen Wang Xiaotong aus. Im Oktober erreichte sie das Finale der Tornado Open und unterlag dort der Engländerin Kelly Fisher. Bei der 9-Ball-Weltmeisterschaft 2016 schied sie im Viertelfinale mit 6:9 gegen die spätere Weltmeisterin Yu Han aus.

### Mannschaft
Kim nahm bislang dreimal am World Cup of Pool teil. 2008 gelang ihr gemeinsam mit Lim Yun-mi ein Erstrundensieg gegen die Vorjahresfinalisten Mika Immonen und Markus Juva. Anschließend unterlagen sie im Achtelfinale den Italienern Bruno Muratore und Fabio Petroni. Nachdem sie 2009 mit Lim in der ersten Runde gegen die chinesische Mannschaft ausgeschieden war, bildete Kim 2010 gemeinsam mit Cha Yu-ram das südkoreanische Team, das in der ersten Runde gegen Italien ausschied.
Bei der Team-Weltmeisterschaft war sie zweimal Teil des südkoreanischen Aufgebots. Mit der Mannschaft erreichte sie 2012 das Achtelfinale. 2014 folgte das Vorrundenaus.

## Erfolge
| Virginia State 9-Ball Championship:    | 2003                   |
| US Open:                               | 2004, 2009, 2010       |
| 9-Ball-Weltmeisterin:                  | 2004, 2006             |
| International Tournament of Champions: | 2005, 2010, 2012, 2015 |
| WPBA National 9-Ball Championship:     | 2005                   |
| Carolina Classic:                      | 2007                   |
| Colorado Classic:                      | 2009                   |
| Amway Cup:                             | 2011                   |
| WPBA Tour Championship:                | 2011                   |
| 10-Ball-Weltmeisterin:                 | 2012                   |
| WPBA Masters:                          | 2013, 2014             |
| Ultimate 10-Ball Championship:         | 2013                   |
| International Pool Championship:       | 2014                   |
| China Open:                            | 2015                   |
| All Japan Championship:                | 2015                   |
| WPBA Rivers US Open:                   | 2016                   |